# Скотстаун (Квебек)
Скотстаун (фр. Scotstown) је град у Канади у покрајини Квебек. Према резултатима пописа 2011. у граду је живело 547 становника.

## Становништво
Према резултатима пописа становништва из 2011. у граду је живело 547 становника, што је за 7,0% мање у односу на попис из 2006. када је регистровано 588 житеља.
| 2006. | 2011. |
| ----- | ----- |
| 588   | 547   |